# مروس هاسراتیان
مروس (مارگار) استپانی هاسراتیان (به ارمنی: Մորուս Հասրաթյան)(۱۰ زادهٔ سپتامبر ۱۹۰۲ – درگذشته ۲۵ فوریه ۱۹۷۹) تاریخ‌دان و زبان‌شناس ارمنی اهل شوروی بود. او از سال ۱۹۶۴ تا ۱۹۷۵ مدیر موزه تاریخ ارمنستان بود. هاسراتیان در موضوعات متنوعی از تاریخ، باستان‌شناسی، معماری و زبان‌شناسی ارمنی نوشته است. وی پدر تاریخ‌دان معماری موراد هاسراتیان است.

## زندگی‌نامه
مروس هاسراتیان در ۱۰ سپتامبر ۱۹۰۲ در روستای آخلاتیان، که اکنون در استان سیونیک ارمنستان قرار دارد، زاده شد. او تحصیلات ابتدایی خود را در مدارس مذهبی روستاهای آخلاتیان و لوری گذراند و سپس در کالج تجارت باکو به تحصیل ادامه داد. در دوران دانشجویی، به یکی از پیروان استپان شائومیان، گریگوری ارژنیکیدزه و دیگر انقلابیون بلشویک تبدیل شد. بین سال‌های ۱۹۱۸ تا ۱۹۲۰، او در کمون باکو و جنبش‌های انقلابی و بین‌اقوامی قفقاز شمالی شرکت داشت. پس از بازگشت به زادگاهش در سال ۱۹۲۰، به‌طور فعال در جنبش‌های انقلابی زانگزور شرکت کرد و بارها مورد تعقیب داشناک‌ها قرار گرفت.
او در سال‌های ۱۹۲۲–۱۹۲۴ در بخش تاریخ و زبان‌شناسی دانشگاه دولتی ایروان تحصیل کرد و در کلاس‌های مانوک آبقیان، هراچیا آچاریان، هاکوب ماناندیان، لئو و دیگران شرکت کرد. در سال‌های ۱۹۲۵–۱۹۲۷، توسط حزب کمونیست مأمور شد که سازمان‌های کمسومول را در مناطق سیسیان، گوریس و دیلیجان تأسیس کند. او در سال ۱۹۳۰ از دانشگاه فارغ‌التحصیل شد و برای ادامه تحصیل در مقطع کارشناسی ارشد به لنینگراد اعزام شد.
در این سال‌ها، تحت رهبری نیکولاس مار و هووسپ اوربلی، به‌طور عمیق در ارمن‌شناسی فعالیت کرد و دستاوردهای علم و فرهنگ روسی را مورد مطالعه قرار داد.
او در ۲۵ فوریه ۱۹۷۹ در سن ۷۵ سالگی درگذشت.

## حرفه
پس از اتمام تحصیلات تکمیلی، در سال ۱۹۳۲ به ایروان بازگشت. در سال‌های ۱۹۳۳–۱۹۳۵ به عنوان معاون مدیر مؤسسه تاریخ و فرهنگ مادی فعالیت کرد. در سال‌های ۱۹۳۴–۱۹۳۶ نیز مدیر موزه انقلاب بود.
او اسناد و مجموعه‌های خاطراتی را گردآوری و منتشر کرد، از جمله این آثار یک جلد خاطرات انقلاب می سورن اسپانداریان بود. در سال ۱۹۳۷ به سمت مدیر ماتناداران منصوب شد و در سال‌های ۱۹۶۴–۱۹۷۵ مدیر موزه ملی تاریخ ارمنستان بود. او در موسسات آموزشی ایروان تدریس می‌کرد و در سال‌های ۱۹۶۵–۱۹۶۶ در دانشگاه هایگازیان در بیروت، لبنان نیز به تدریس پرداخت.
تحقیقات مروس هاسراتیان در دهه ۱۹۴۰ شامل موضوعاتی مانند معماری، باستان‌شناسی، زبان‌شناسی و تاریخ باستان و قرون وسطای ملت ارمنی بود.
در سال‌های ۱۹۴۰–۱۹۴۱، او در کمیته حفاظت از بناهای تاریخی کار کرد و در پژوهش‌های معماری و باستان‌شناسی و بازسازی کلیسای معروف سده ششمی آوان مشارکت داشت.
در سال‌های ۱۹۴۲–۱۹۴۶، او در مؤسسه ادبیات به مسائل زبان‌شناسی پرداخت. او همچنین به عنوان دبیر علمی علوم اجتماعی در فرهنگستان ملی علوم ارمنستان که به تازگی تأسیس شده بود، فعالیت کرد. در سال ۱۹۴۷، هاسراتیان به عنوان کارمند مؤسسه تاریخ در آکادمی ملی علوم مشغول شد و به مدت ده سال در آنجا کار کرد. در سال ۱۹۵۰، او در فعالیت‌های باستان‌شناسی گارنی شرکت کرد و هم‌زمان سرپرستی کاوش‌های باستان‌شناسی زانگزور را بر عهده داشت.
در سال ۱۹۴۷، هاسراتیان بناهای باستانی ارمنستان را مورد مطالعه قرار داد. او کلیسای سه‌بخشی صومعه تسیتسرناوانک را بررسی کرد و نقش اساسی آن را در طراحی معماری ارمنی آشکار ساخت.
در حوزه تاریخ معماری ارمنی، نتایج تحقیقات بلندمدت او در کتابی با عنوان بناهای تاریخی ارمنی از دوره ماقبل تاریخ تا قرن هفدهم منتشر شد. این کتاب که توسط و. هاروتیونیان در سال ۱۹۷۵ در بیروت به زبان‌های زبان ارمنی، زبان فرانسوی و انگلیسی نوشته شد، خلاصه‌ای از این پژوهش‌هاست.
از سال ۱۹۶۴ تا ۱۹۷۵، او مدیر موزه تاریخ ارمنستان بود. در این سال‌ها، این موزه به رسمیت بین‌المللی دست یافت. فرهنگ ارمنی در نمایشگاه‌های پاریس، کراکوف، بوداپست و تالین ارائه شد.
ارتباطاتی با مراکز دیاسپورای ارمنی برقرار شد. با کمک‌های ارمنی‌های دیاسپورا، مجموعه‌های موزه با نمونه‌های منحصربه‌فرد هنر کاربردی از مناطق مختلف تاریخی-قوم‌شناختی ارمنستان تکمیل شدند. هاسراتیان نخستین نویسنده کتاب درسی مدرسه‌ای تاریخ ملت ارمنی بود. او آثار متعددی دربارهٔ تاریخ، باستان‌شناسی، معماری و زبان‌شناسی ارمنی نوشت. او در تأسیس آثار گروهی در زمینه تاریخ‌نگاری مشارکت داشت. هاسراتیان اشعار غیرارمنی سایات‌نووا را به زبان ارمنی ترجمه کرد و مجموعه آثار سایات‌نوا را با توضیحات و ویرایش در سال ۱۹۶۳ منتشر کرد.